# Света мученица Миропија
Света мученица Миропија Хиоска је хришћанска светитељка и ранохришћанска мученица из 3. века.
Миропија је рођена у граду Ефесу. Родитељи су јој били хришћани. Крштена је након смрти оца. Заједно са својом мајком у страху Божјем, она с љубављу и усрђем одлажаше на гроб свете мученице Ермионије, једне од кћери светог апостола Филипа (Д. А. 21, 8-9). Тамо је узимала целебно миро које је давала болеснима и тако их лечила. Због тога су је прозвали Миропија. 
У време када је цар Деције повео прогон хришћана, она се са својом мајком преселила острво Хиос. Тамо је током прогона ухваћен блажени Исидор Хиоски, који је био стављен на тешке муке јер је одбио да се одрекне Христа и поклони се паганским идолима. Након што је свети Исидор страдао, она је тајно узела мучениково тело и сахранила га на нарочито спремљеном месту. Цареви људи су започели истрагу несталог мучениковог тела и при томе хапсили и мучили све хришћане које су успели да окриве за то. Чувши за то отишла је кнезу Нумеријану и признала да је она украла Исидорово тело. Он је наредио да је, због тога, немилосрдно туку моткама. Након тога је бачена у тамницу где је умрла у мукама.
Православна црква прославља свету Миропију 2. децембра по јулијанском каленадару.